# Стара-Коуржим
Стара-Коуржим — холм примерно в километре к востоку от города Коуржим (Чехия), который благодаря удобному расположению был заселён с позднего каменного века до раннего средневековья. Городище охраняется как памятник культуры с 1965 года.
На северо-западной стороне холма за пределами валов находится так называемый Камень Леха. Жёлтая дорожка ведёт к нему из Коуржима. Научная тропа Стара Коуржим соединяет шесть самых известных мест в этом районе. Камень Леха расположен примерно в 1 км от пересечения 15-го меридиана восточной долготы и 50-й параллели северной широты, который именуется астрономическим центром Европы.
Окрестности города Коуржим были населены ещё в неолите, в VI веке сюда пришли славяне из племени зличан, в VII веке на месте старого славянского поселения на берегах речки Коуржимки возникло городище Стара-Коуржим. Большое и хорошо укрепленное городище зличан стало конкурентом чешского центра — Праги.

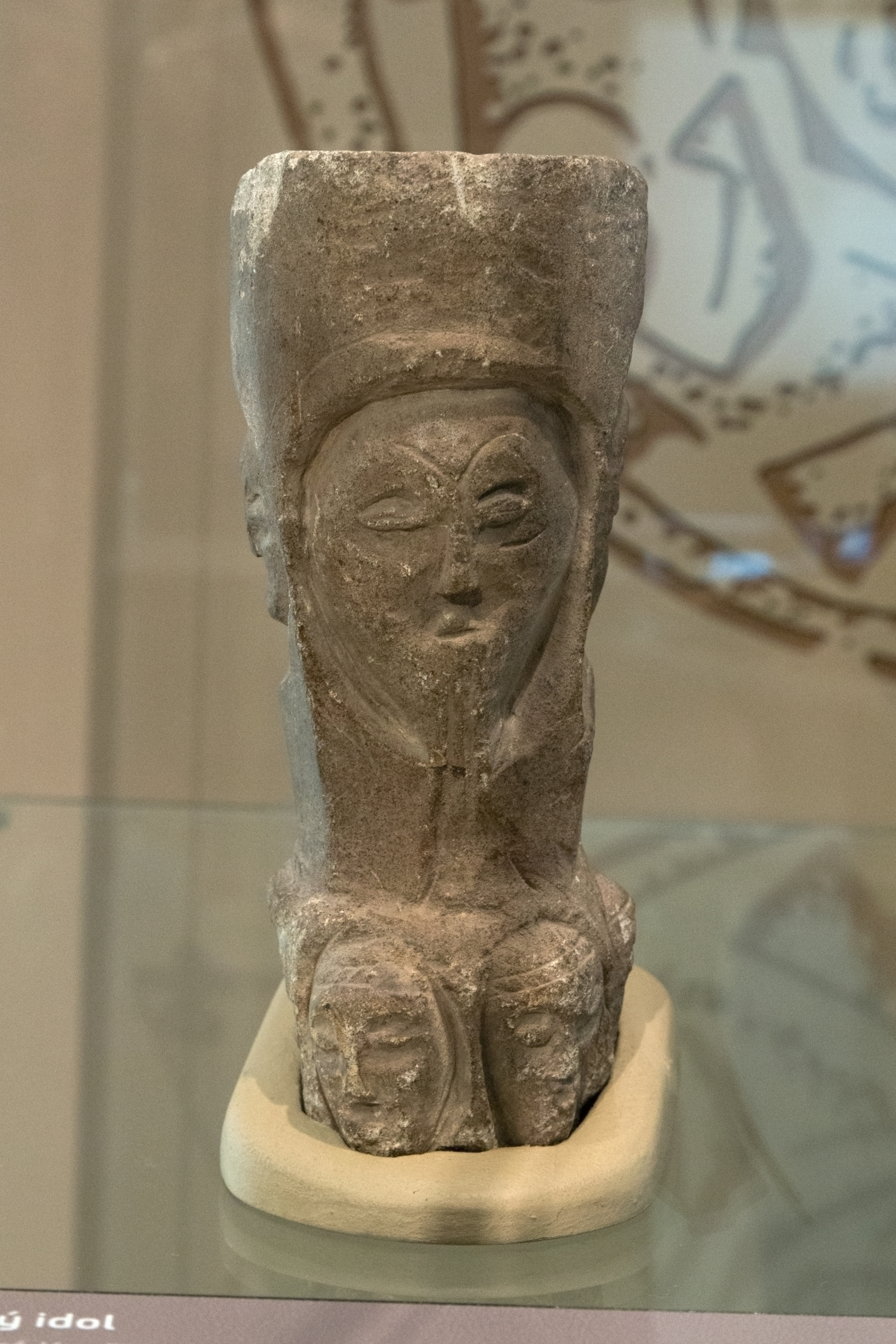
Стара-Коуржим, местечко На Замечници. Языческий идол, возможно, из позиции У Либуше, IX век

По характеру и деталям пышной погребальной обрядности погребения на раннехристианских памятниках на территории Великой Моравии в Стара-Коуржим, Желенках, Колине, Поганьско, Старом месте, Микульчице и Скалице имеют прямые аналогии с ориентированные на запад срубными камерными древнейшими трупоположениями в Киеве и на Среднем Поднепровье.
Кристианова легенда сообщает о поединке зличанского князя Радслава с чешским князем Вацлавом, в котором испуганный божьим знамением Радслав сдался без боя. Окончательно зличан победил брат Вацлава Болеслав I Грозный, впоследствии княжество переходит во владение рода Славниковичей, которые построили новое городище на пригорке над излучиной речки, Старая Коуржим была покинута в 938 году. Славниковичи оказались опасными конкурентами рода Пршемысловичей, конфликт закончился истреблением Славниковичей в Либице в 995 году, после чего коуржимская область окончательно вошла в состав чешского государства. Новыми хозяевами был основан хорошо укрепленный замок на месте впадения в Коуржимку Жданицкого ручья — важный административный центр растущего чешского княжества. Замок был разрушен при подавлении восстания князя Депольта III (из младшей ветви Пршемысловичей) против чешского князя, впоследствии короля, Пршемысла I Отакара.